# Morpho olga
Morpho olga är en fjärilsart som beskrevs av Weber 1944. Morpho olga ingår i släktet Morpho och familjen praktfjärilar. Inga underarter finns listade i Catalogue of Life.